# Église Notre-Dame-de-la-Merci de Fresnes
Pour les articles homonymes, voir église Notre-Dame-de-la-Merci.
L'église Notre-Dame-de-la-Merci est une église paroissiale catholique située sur la commune de Fresnes dans le département du Val-de-Marne.

## Description
La façade antérieure de cette église comporte une tour-clocher sur le côté droit. La nef se termine sur un chevet plat. De grandes baies rectangulaires sont ornées de vitraux abstraits.

## Historique
Cette église a été édifiée par l'abbé Jean Popot, curé de Fresnes et aumônier de la prison de 1946 à 1956. Il en obtient le permis de construire en 1958 en juin 1958.
Les travaux, d'après les plans de Pierre Ragois ont été financés par les paroissiens et par l'Œuvre des Chantiers du Cardinal. Elle est inaugurée par le cardinal Feltin le 1er mai 1960.
Les prisonniers incarcérés à Fresnes sont considérés comme paroissiens de Notre-Dame-de-la-Merci.